# Brackenridge (Pennsylvania)
Brackenridge è un comune (borough) degli Stati Uniti d'America, nella contea di Allegheny nello Stato della Pennsylvania. Secondo il censimento del 2010 la popolazione è di 3.260 abitanti. Il nome lo si deve a Henry Marie Brackenridge.

## Società

### Evoluzione demografica
La composizione etnica vede una prevalenza della razza bianca (93,3%) seguita da quella afroamericana (4,3%).
| borough di Brackenridge Popolazione |       |
| 2000                                | 3.543 |
| 2010                                | 3.260 |